# Trinity Square car park

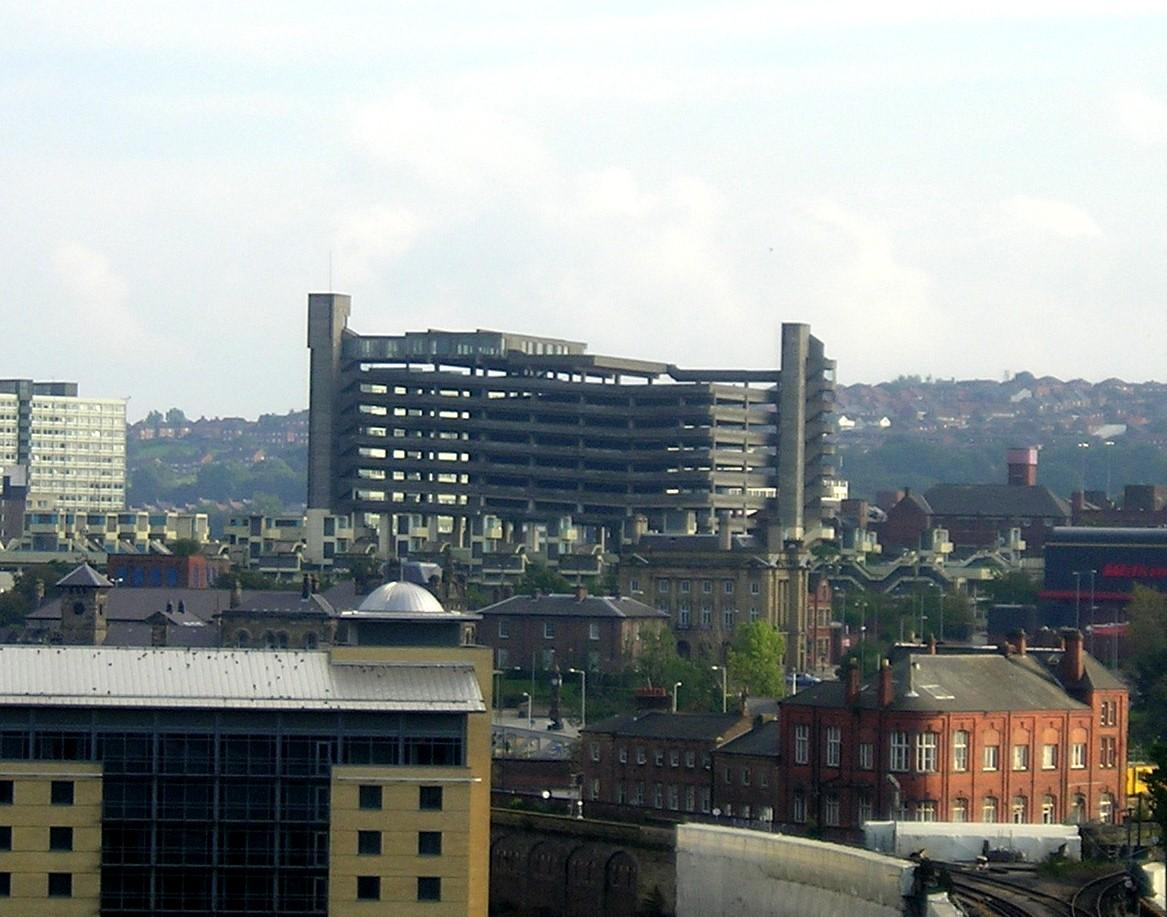
Gateshead med parkeringshuset i centrum

Trinity Square car park var ett parkeringshus i Gateshead i nordöstra England ritat av Owen Luder som invigdes 1969. Byggnaden var en utpräglat brutalistisk byggnad uppförd i betong. Byggnaden dominerade stadsbilden i Gateshead som ligger vid floden Tyne. Parkeringshusets berömmelse kommer av att två nyckelscener i engelska filmen Ta fast Carter! spelades in i parkeringshuset. Resten av filmen spelades huvudsakligen in i den betydligt större grannstaden på andra sidan Tyne, Newcastle upon Tyne. Parkeringhuset hörde till shoppingcentret Trinity Square som liksom parkeringshuset började rivas 2009.

## Byggnaden

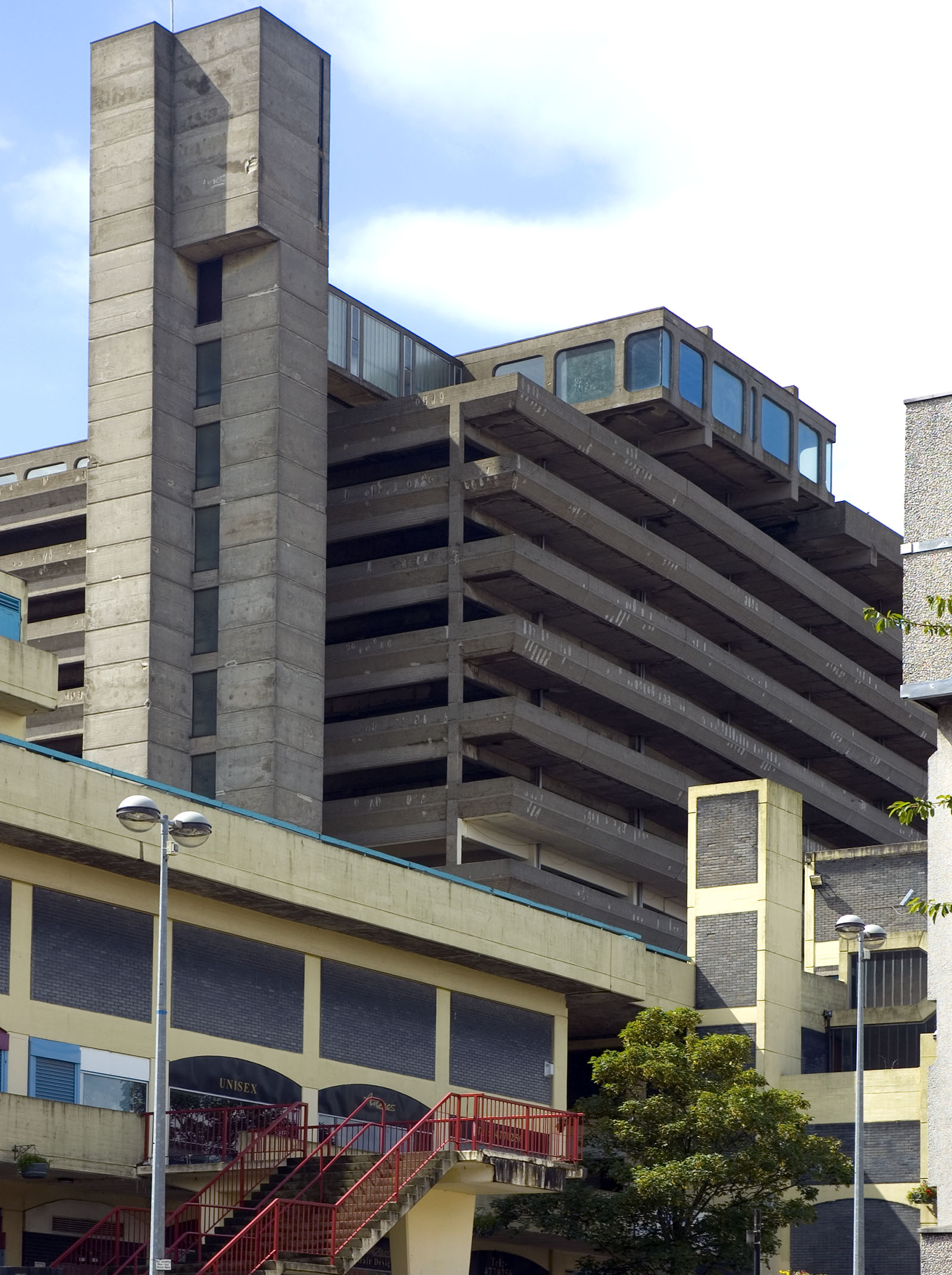
Trapptorn och kafébyggnaden

Byggnaden ritades 1960 när brutalismen ansågs vara det senaste i arkitekturen men byggnaden kom inte att invigas förrän 1969 när intresset för den typen av arkitektur redan hade minskat. Innan byggandet hade startat rapporterade Gateshead Post entusiastiskt att byggnaden skulle ha en futuristiskt utseende och att den skulle överträffa allt annat som planerades att byggas i landet. Redan när Ta fast Carter! filmades 1970 kunde man se tecken på att byggnadens betong inte åldrades väl. 
Parkeringshuset är konstruerat efter principen “lutande däck” . Det innebär att bilarnas vertikala förflyttning vid infart erhålls genom att våningsplanen lutas uppåt i körriktningen, så att ett helt varvs körning i huset motsvarar en våningshöjd. På taket vilar en kafébyggnad i form av en betongbox placerad på pelare över det öppna övre däcket. Kaféet är genom en gångbro förbundet med ett av de två torn som innehåller trappor. Kaféet kom dock aldrig att öppnas eller färdigställas, eftersom ingen var intresserad av att bedriva verksamheten. Två skäl bidrog till det, dels vägrade staden att ge alkoholtillstånd och dels godkände aldrig brandkåren lokalen eftersom de menade att de inte skulle ha någon möjlighet att släpa släckningsredskapen uppför trapporna.
Byggnaden är uppförd på pelare över shoppingcentret vilket gör att infarten till parkeringshuset skedde via ramper som ledde upp till shoppingcentrets tak. Byggnaden var konstruerad av samma byggherrar som byggde det likaledes brutalistiska, och också numera rivna, shoppingcentret Tricorn Centre i Portsmouth.

## Get Garter

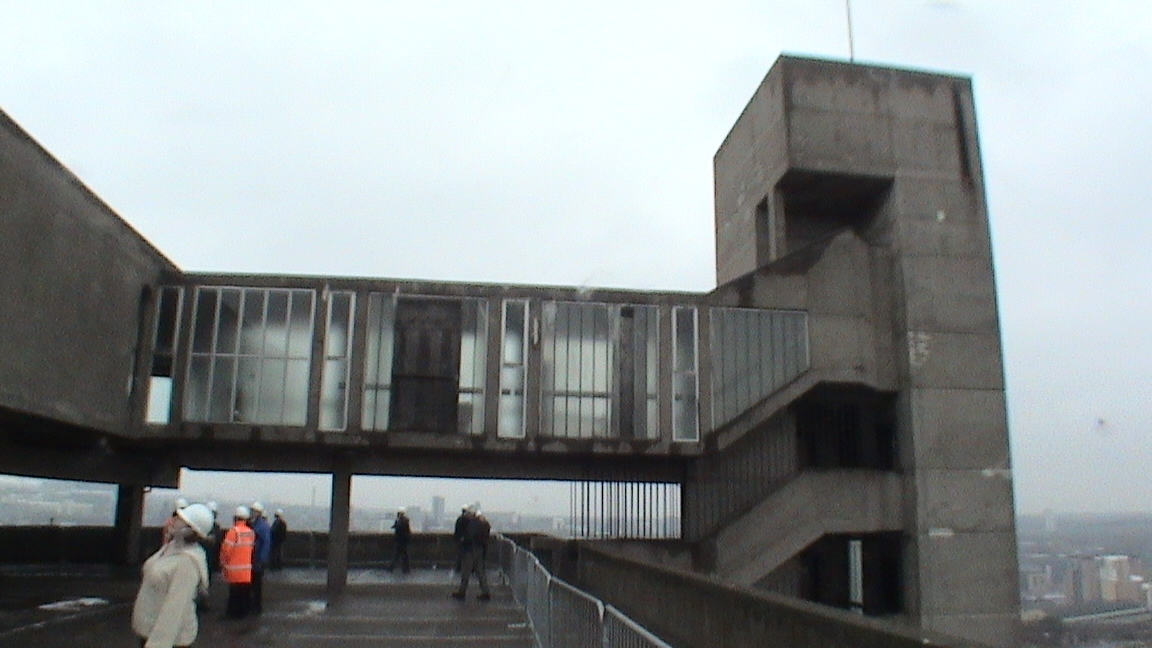
Gångbron mellan trapptornet och kaféet

Filmen Ta fast Carter! är en av de mest framgångsrika brittiska filmerna. Den handlar om den professionella mördaren Jack Carter (Michael Caine) som beger sig hem från London till sin födelsestad Newcastle upon Tyne för att ta reda på vem som mördade hans bror. Jakten på den skyldige blir en svart resa genom den undre världen i Newcastle. Två av nyckelscenerna utspelar sig i parkeringshuset där den lokala gangstern Cliff Brumby (Bryan Mosley) håller på att inreda en restaurang i kafébyggnaden på taket. I den första scenen förs Carter till restaurangen av en kvinna som arbetar för Brumby. Brumby ger Carter information som pekar mot att en konkurrent är den skyldiga, i en senare scen mördar Carter Brumby genom att kasta ut honom från ett av tornen.

## Förfall
Shoppingcentret och den brutalistiska arkitekturen blev ingen kommersiell succé trots exponeringen i Ta fast Carter! och vid samma tid uppfördes ett mer framgångsrikt köpcentrum på andra sidan floden i Newcastle. Under 1980-talet försämrades situationen ytterligare för det alltmer slitna köpcentrumet när nya shoppingcenter byggdes som hade bättre kommunikationer. De övre planen i parkeringhuset stängdes av 1995 och några år senare började den brittiska detaljhandelsjätten Tesco visa intresse för tomten. Shoppingcentret stängdes i januari 2008 och arbetet började med att ersätta det, i januari 2009 började rivningen av själva parkeringshuset.

## Räddningsförsök
Olika försök gjorde under 80- och 90-talet att rädda byggnaden från förfall och ge den en ny användning, bland annat som konsthall. Men försöken mötte motstånd av lokalbefolkningen. En viss opinion växte fram i samband med att Ta fast Carter! ställning som en av de stora brittiska filmerna stärktes och att det gjordes en ny version med Sylvester Stallone i huvudrollen.

## Bilder från 2008

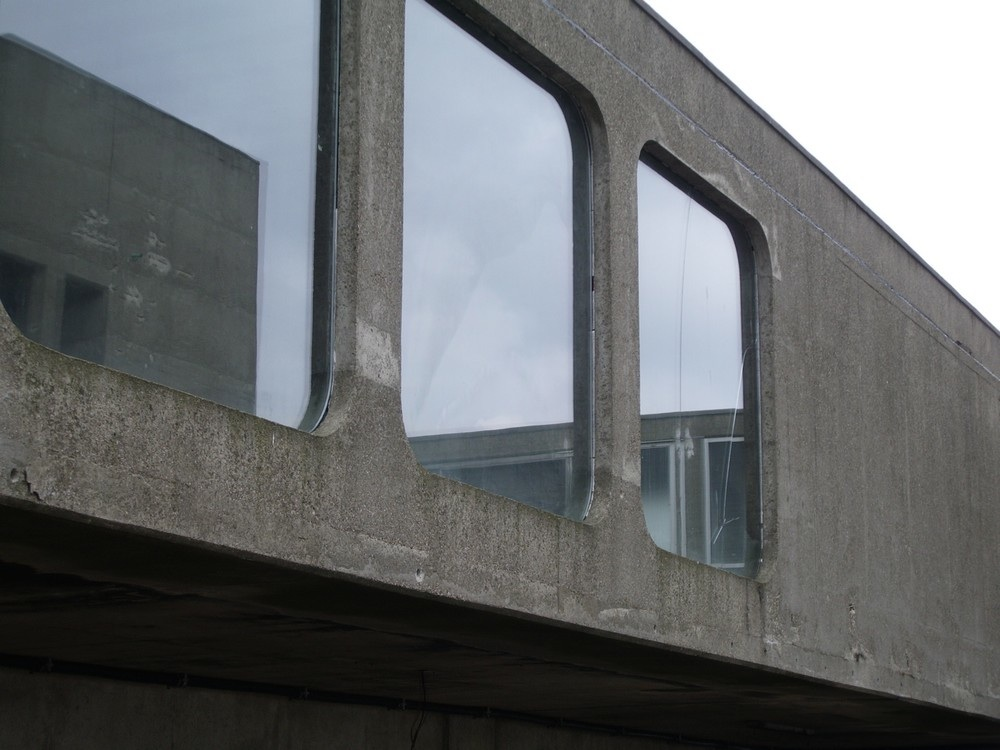
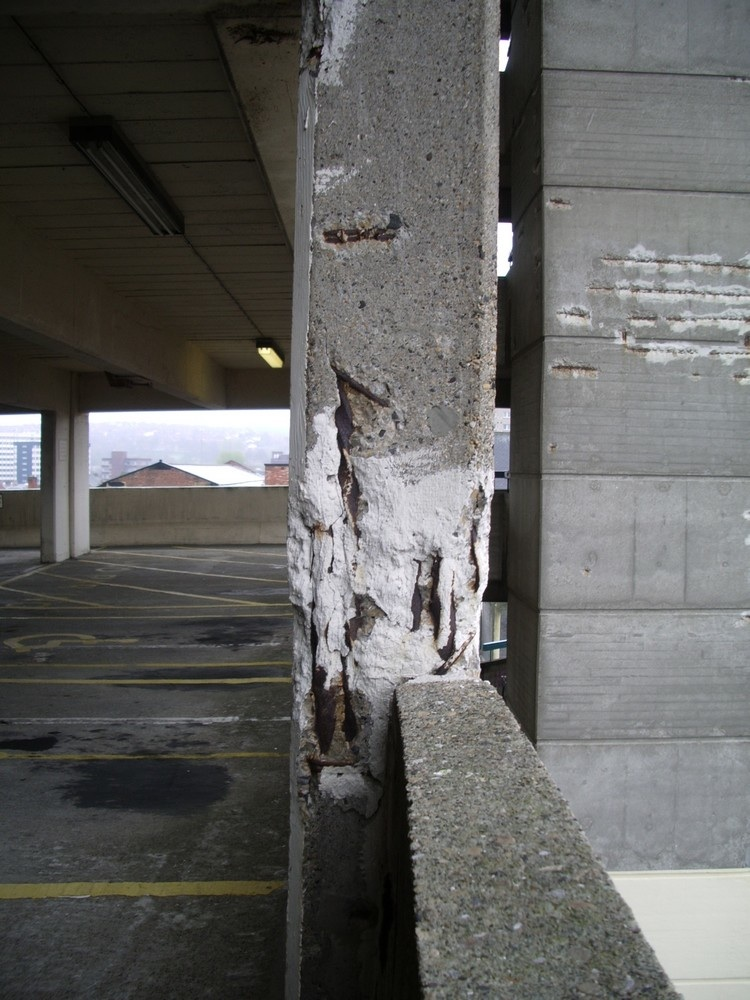
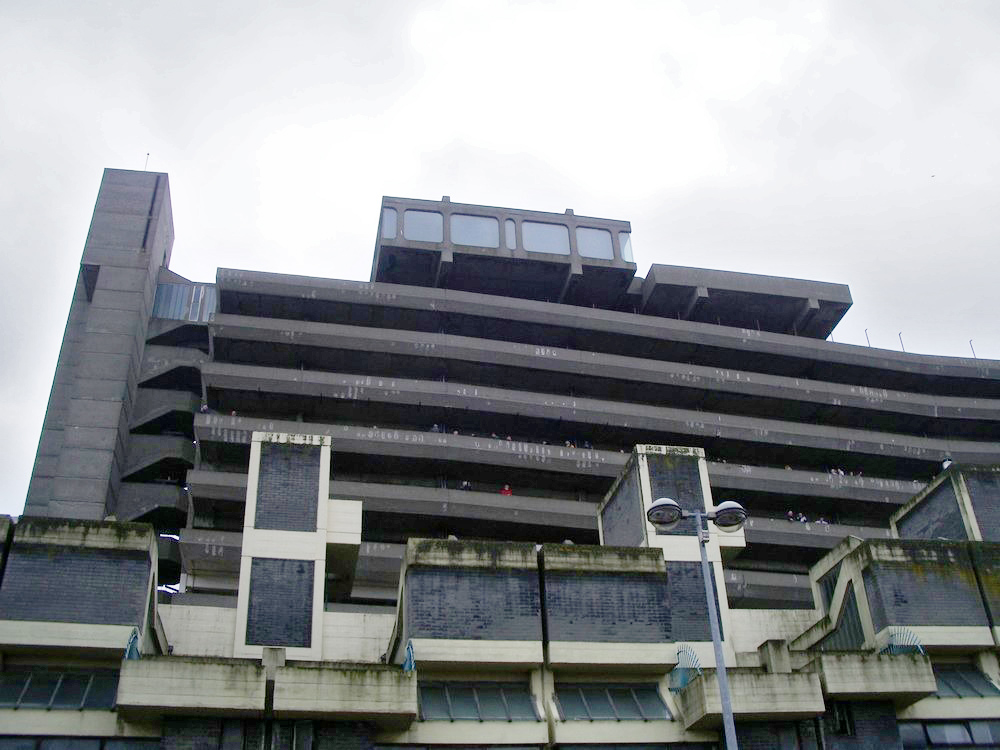
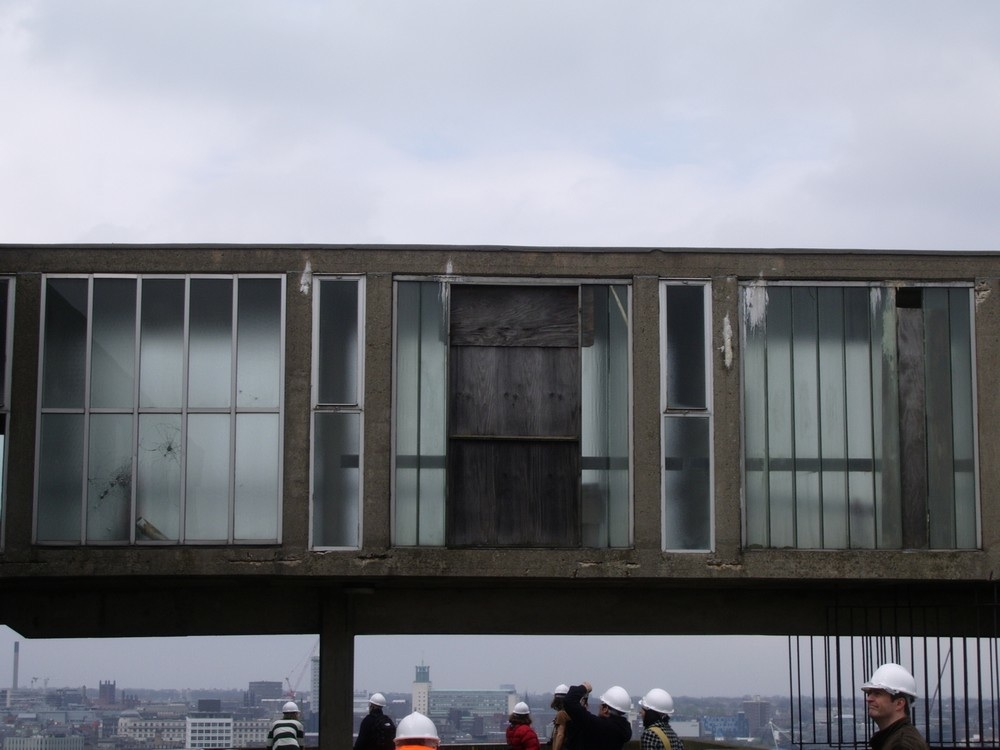